# トースターペイストリー
トースターペイストリー(Toaster pastry)は、パン屋で販売される菓子の1つである。薄い長方形で、糠、糖蜜、小麦粉、シロップ、ショートニングで作る。片面はアイシングされ、デンプンで乾燥させられる。果物のプレザーブやチョコレート、シナモン等の甘いフィリングが詰められる。名前が示すとおり、トースターペイストリーはしばしばトースターやオーブンで加熱されるが、既に焼かれているので、そのままでも食べられる。

## ブランド
以下は、トースターペイストリーの人気のあるブランドである。
- Pop-Tarts: 1964年にケロッグより発売され、長年最も売上げの多いトースターペイストリーである[2]。
- Toast'em Pop Ups: 1964年2月にPost Country Squaresという商品名で発売された。1965年にToast'em Pop Upsに改名し、1971年にこのブランドはSchulze and Burchに売却された[3]。
- Toaster Strudels: Pillsburyが発売し[4]、アイシングを添えた伝統的なドイツのシュトルーデルの味を目指している。アイシングは取り外し可能なプラスチックパッケージに入っており、他の商品とは異なり要冷凍である。
- Toastettes: ナビスコが1967年に発売し、ケロッグのPop-Tartsと競合した。これをナビスコの子供向けブランドと結びつけるマーケティング活動が失敗し、2002年に販売中止された。また、ナビスコは"Kool Stuf"という別のトースターペストリーも製造していたが、これも後に販売中止された[5]。
- Toastables: クエーカーオーツカンパニーが販売。
- Nature's Path: 多くのフレーバーを販売。オーガニック。